# Украинцы в Беларуси

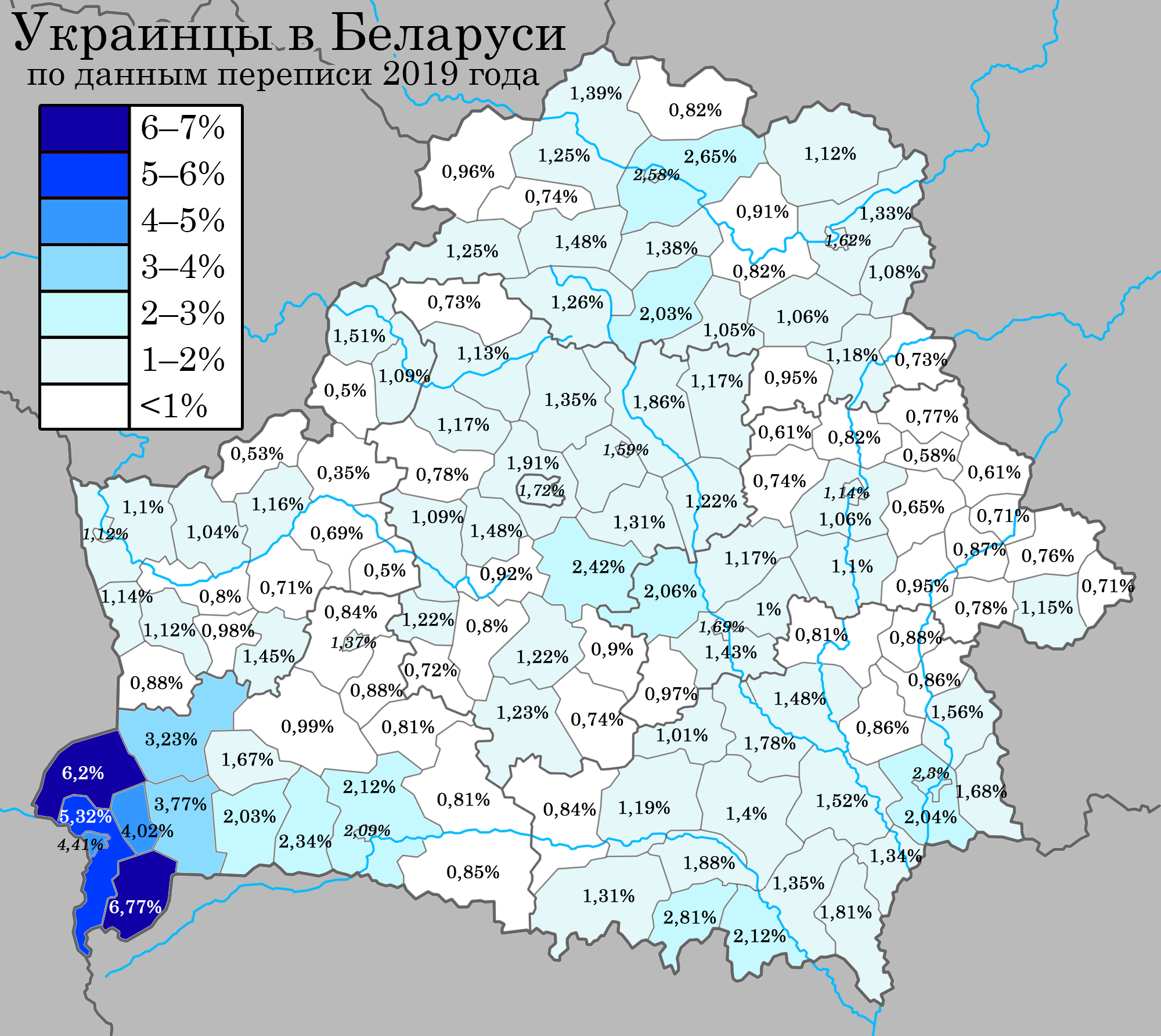
Распределение украинцев по районам (данные переписи 2019 года)

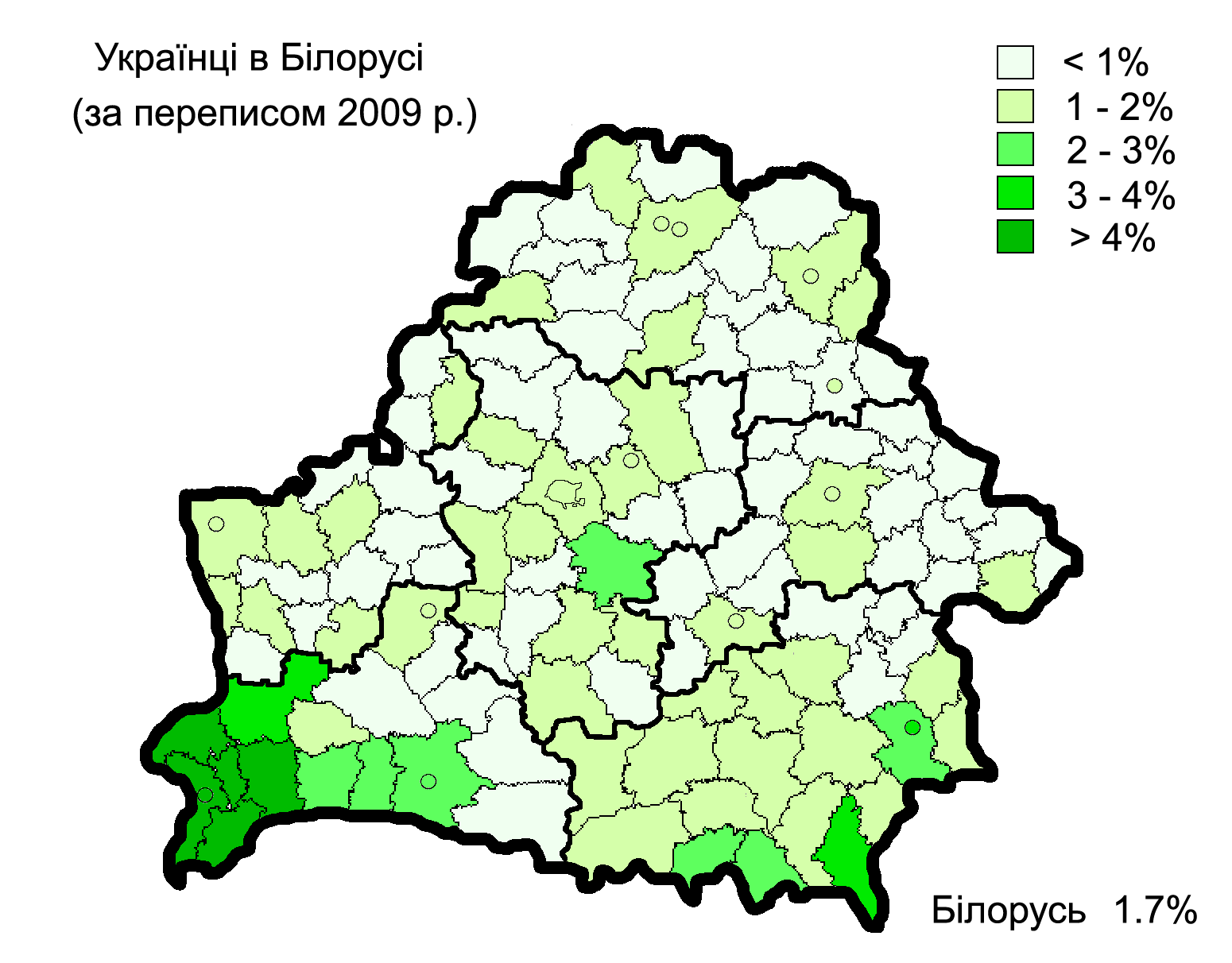
Распределение украинцев по районам (данные переписи 2009 года)

Украинцы (укр. Українці в Білорусі; бел. Украінцы ў Беларусі) — одна из традиционных этнических групп, населяющих территорию современной Республики Беларусь. В настоящее время украинцы составляют примерно 1,7 % населения страны, хотя по оценке представителей украинской общины в Белоруссии, их число может превышать полмиллиона (более 5 %). Наибольшее число украинцев проживает на юго-западе Брестской области и крупных городах.

## История
Часто в отдельную группу выделяются автохтонные украинцы, проживающие на территории, которые в XX веке вошли в состав Белоруссии. Однако вследствие культурной близости белорусов и украинцев возникают трудности в проведении этнических границ между двумя народами в Полесье.
Тем не менее, большинство украинцев, проживающих сегодня в Белоруссии — потомки мигрантов с территории Украины. Этому способствовало то, что территории, на которых сегодня расположены Белоруссия и большая часть Украины, долгое время были частью одних и тех же государственных образований (Киевская Русь, Великое княжество Литовское, Речь Посполитая, Российская империя, СССР). Первые массовые миграции населения с территории современной Украины пришлись на период монголо-татарского нашествия. Известно также о том, что немало запорожских казаков осело в Поднепровье в XVII веке. Последняя значительная волна переселенцев с Украины прибыла в Белоруссию в период существования СССР. Долгое время в исторических документах белорусы и украинцы не разделялись. Отождествление двух народов происходило, как правило, по признаку общего вероисповедания (православные и униаты) и под общим названием «русины».

## Численность
По результатам переписи 1897 года, на территории Минской губернии проживало 10 069 украинцев (малоросов), в Гродненской губернии — 362 526 украинцев (малоросов), в Витебской губернии — 419 украинцев, в Могилёвской губернии — 3 559 украинцев. Украиноязычным было большинство населения Брестского (64,4 %) и Кобринского (79,6 %) уездов, относительным большинством — Бельского уезда (39,1 %).
Перепись 1926 года насчитала в БССР (то есть, без учёта Западной Белоруссии) 34681 украинца. По переписи 1939 года, в БССР насчитывалось 104247 украинцев, по переписи 1959 — 133061 украинец, по переписи 1970 — 190839 украинцев, по переписи 1979 — 230985 украинцев, по переписи 1989 — 291008 украинцев. По переписи населения Белоруссии 1999 года насчитывалось 237014 украинцев, по переписи 2009 года — 158 723 украинца. Руководство украинской общины в Белоруссии, однако, считает, что количество украинцев в одной лишь Брестской области может достигать полумиллиона человек. 122 550 украинцев (77 %) живут в городах.
|  |

| Район               | Область             | Численность (2009) | % от населения района/области | % от всех украинцев Белоруссии |
| ------------------- | ------------------- | ------------------ | ----------------------------- | ------------------------------ |
| Брестская область   | Брестская область   | 40 046             | 2,86 %                        | 25,2 %                         |
| Брест               | Брестская           | 12 882             | 4,16 %                        |                                |
| Барановичи          | Брестская           | 2672               | 1,59 %                        |                                |
| Пинск               | Брестская           | 2988               | 2,29 %                        |                                |
| Брестский район     | Брестская           | 2732               | 6,93 %                        |                                |
| Жабинковский район  | Брестская           | 1079               | 4,31 %                        |                                |
| Каменецкий район    | Брестская           | 2882               | 7,36 %                        |                                |
| Кобринский район    | Брестская           | 28987              | 20,5 %                        |                                |
| Малоритский район   | Брестская           | 1850               | 7,18 %                        |                                |
| Пинский район       | Брестская           | 1351               | 2,6 %                         |                                |
| Пружанский район    | Брестская           | 1786               | 3,4 %                         |                                |
| Витебская область   | Витебская область   | 14 557             | 1,18 %                        | 9,17 %                         |
| Гомельская область  | Гомельская область  | 30 920             | 2,15 %                        | 19,48 %                        |
| Гомель              | Гомельская          | 15 010             | 3,11 %                        |                                |
| Брагинский район    | Гомельская          | 436                | 3,07 %                        |                                |
| Гомельский район    | Гомельская          | 1759               | 2,52 %                        |                                |
| Мозырский район     | Гомельская          | 2502               | 1,94 %                        |                                |
| Наровлянский район  | Гомельская          | 321                | 2,82 %                        |                                |
| Гродненская область | Гродненская область | 14 983             | 1,4 %                         | 9,44 %                         |
| Минская область     | Минская область     | 27 362             | 1,49 %                        | 17,24 %                        |
| Минск               | Минск               | 17 745             | 1,25 %                        | 11,18 %                        |
| Могилёвская область | Могилёвская область | 13 110             | 1,19 %                        | 8,26 %                         |

## Язык
Большинство украинцев Белоруссии (61 %) в ходе переписи 2009 года родным языком назвали русский. По-русски разговаривали дома в 2009 году 88,3 % украинцев республики. 29 % украинцев Белоруссии считает украинский родным языком и 4 % пользуется им в домашних условиях. Также имеется небольшая белорусифицированная часть украинцев — в 2009 году по-белорусски разговаривали дома 6 % украинцев республики, а родным белорусский назвали 8 % украинского меньшинства.
По данным переписи 2019, украинский язык был родным для 46 386 украинцев (29,1 % от их общей численности), белорусский — для 13 153 (8,2 %), русский — для 99 596 (62,4 %). Разговаривали на украинском дома 6 313 украинцев (4,0 %), на белорусском — 10 368 (6,5 %), на русском — 142 243 (89,1 %).

## Украиноязычные СМИ и книгоиздание
По состоянию на 1 января 2014 года в Белоруссии на украинском языке было только два периодических издания на украинском языке: созданная в 1992 году газета «Украïнець в Бєларусі» (не выходила в 1993—2001 годах) тиражом 500 экземпляров и основанный в 2012 году бюллетень «Український вісник». Книгоиздание на украинском языке в республике практически отсутствует — в 2009 году вышли всего два наименования книг и брошюр общим тиражом 300 экземпляров.